# Eslam Ahmed Ibrahim
Eslam Ahmed Ibrahim (né le 23 juillet 1994) est un athlète égyptien, spécialiste du lancer du marteau.

## Biographie
Il remporte la médaille d'or du lancer du marteau lors des championnats d'Afrique 2016, à Durban, avec un lancer à 68,92 m.

### Palmarès
| Date | Compétition            | Lieu   | Résultat | Épreuve           | Marque  |
| ---- | ---------------------- | ------ | -------- | ----------------- | ------- |
| 2016 | Championnats d'Afrique | Durban | 1er      | Lancer du marteau | 68,92 m |

### Records
| Épreuve           | Performance | Lieu     | Date          |
| ----------------- | ----------- | -------- | ------------- |
| Lancer du marteau | 72,41 m     | Le Caire | 15 avril 2016 |